# Trebušovce
Trebušovce (in ungherese Terbegec, in tedesco Terbigholz) è un comune della Slovacchia facente parte del distretto di Veľký Krtíš, nella regione di Banská Bystrica.